# Schottenring (metropolitana di Vienna)
Schottenring è una stazione delle linee U2 e U4 della metropolitana di Vienna, situata a cavallo del 1º (Innere Stadt) e 2º distretto (Leopoldstadt). La stazione prende il nome dallo Schottenring che fa riferimento alla vicina Abbazia di Nostra Signora degli Scozzesi (in tedesco Schottenstift), fondata da monaci benedettini irlandesi nel XII secolo.

## Descrizione
La stazione si trova sotto il Donaukanal, parallela al corso d'acqua. Ai binari si accede da una piattaforma centrale a isola e da due marciapiedi laterali. La fermata della linea U4 si trovano nella galleria lungo il Donaukanal mentre quella della linea U2 è a 23 metri di profondità sempre sotto al Donaukanal; gli accessi delle due linee sono collegati tra loro da scale fisse, scale mobili e ascensori.
I treni della linea U2 viaggiano su gallerie separate e l'accesso avviene tramite banchine laterali. Fino al 2008, prima dell'entrata in servizio del prolungamento verso Stadion, questa stazione era il capolinea settentrionale della linea.

## Storia

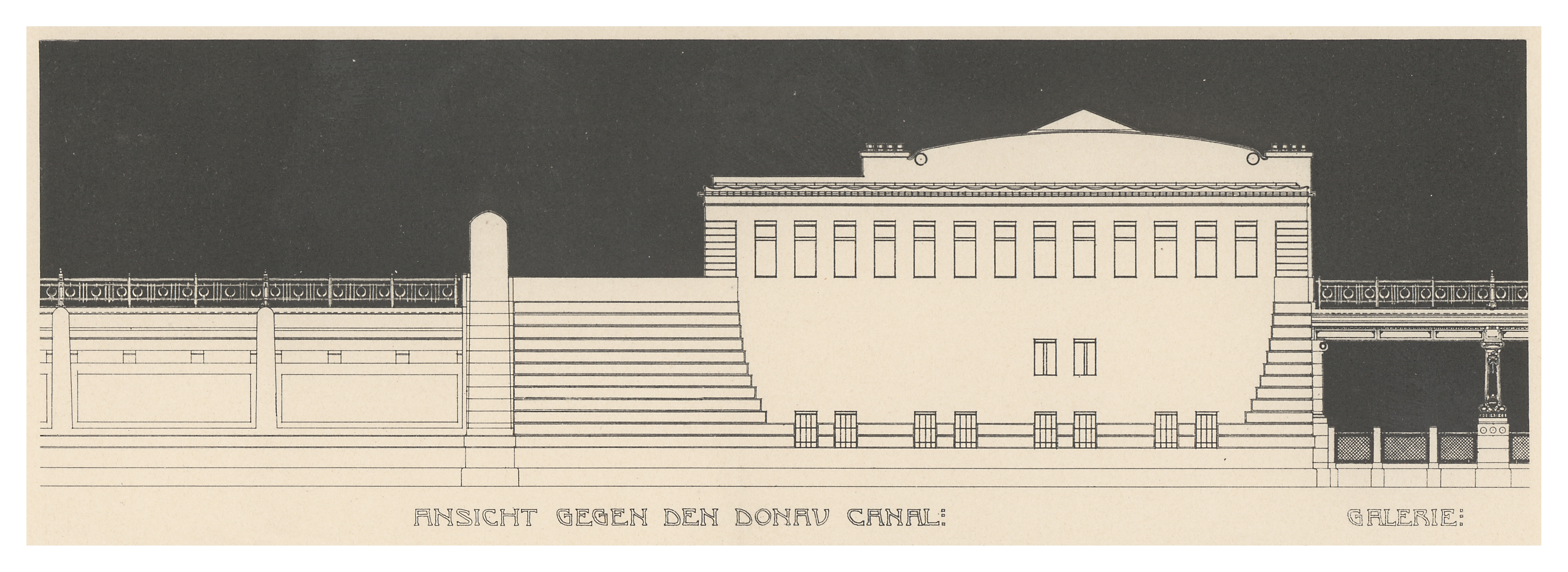
Il progetto di Otto Wagner per la stazione

La stazione venne realizzata originariamente nel contesto della ferrovia urbana a vapore di Vienna (Stadtbahn) ed era denominata Kaiserbad prima di assumere il nome attuale. Il progetto della stazione è di Otto Wagner; la struttura venne completata nel maggio 1900 ed aperta al servizio pubblico il 6 agosto 1901. Con la soppressione della Stadtbahn a vapore, nel 1918 la stazione venne chiusa e fu riaperta nel 1925 nel contesto della nuova Stadtbahn elettrificata, che nel secondo dopoguerra in questa tratta fu riconvertita nella rete tranviaria sotterranea.
L'edificio originale di Otto Wagner, che era sopravvissuto ai bombardamenti della seconda guerra mondiale, fu smantellato negli anni settanta nell'ambito della risistemazione del Donaukanal, del raddoppio dei binari (da due a quattro) e dei lavori di preparazione per la linea U4 e al suo posto venne realizzata una nuova struttura; va tenuto presente che all'epoca non c'era ancora la protezione dei beni culturali.
Il 3 aprile 1978 la stazione, riconvertita per la linea U4, venne riaperta. Il 30 agosto 1980 entrò in servizio anche la linea U2. Nel 1981 si tentò un esperimento di linea metropolitana circolare attorno al 1º distretto, chiamata U2/U4, sfruttando gli interscambi in Karlsplatz e Schottenring ma il caos generatosi fu tale che dopo sole tre settimane il progetto venne abbandonato e si tornò al servizio precedente.
Tra il 2002 e il 2008, per la realizzazione del prolungamento verso nord, uno dei binari della linea U2 venne dismesso e si adottò provvisoriamente la soluzione spagnola per poter fare uscire i treni in entrambe le direzioni. In concomitanza fu realizzata anche una nuova stazione per la linea U2, entrata in servizio il 10 maggio 2008, su un percorso dedicato. Contestualmente, furono modificati anche gli accessi ai treni della linea U4, con la rimozione del binario usato in precedenza per i treni della linea U2.

## Ingressi
- Schottenring
- Donaukanal
- Promenadenweg
- Herminengasse
- Salztorbrücke